# Lindqvist Publishing
Lindqvist Publishing är ett svenskt bokförlag med både skön- och facklitterär utgivning. Förlaget grundades 2010 av Jonas Lindqvist och har sedan starten publicerat böcker av bland andra Colum McCann, Scarlet Thomas, Heinz Linge, Rebecca Anserud med flera. Man var också tidigt ute med sin utgivning av så kallade boksinglar, ett slags noveller. Sedan 2010 ingår bokförlaget BTM Books som ett imprint i förlaget. 

## Utgivning
- Øyafestivalen av Linn Strømsborg (novell)
- Roskilde av Linn Strømsborg (roman 2010)
- Slutet på mr Y av Scarlett Thomas (roman 2010)
- Med Hitler till slutet av Heinz Linge (självbiografi 2010)
- Så sjunger jag för dig av Colum McCann (boksingel 2010)
- Världens väldighet av Colum McCann (roman 2010)
- Red av Sammy Hagar (självbiografi 2011)
- Turbonegro av Håkan Moslet (biografi 2011)
- Ett bipolärt hjärta av Rebecca Anserud (biografi 2011)
- Homestyling: en gör-det-själv-guide inför visning och försäljning av din bostad av Charlotta Lindell (fakta 2012)
- Lustspelet av Charlotta Lindell (roman 2013)
- Juices, smoothies and sunshine foods av Maria Wiren (fakta 2014)
- House of cards av Michael Dobbs (roman 2014)
- Dödsbringaren: Jag var chef för Auschwitz (självbiografi 2014)
- Gå upp i vikt kvickt av Sven Melander (fakta 2014)
- Tänk om, Tänk rätt! Hälsa, skönhet och styrka inifrån av Sabina Dufberg (fakta 2014)